# Broomistega
Broomistega („płaz Brooma”) – rodzaj płaza z rzędu temnospondyli, żyjącego na początku triasu (ind, około 250 milionów lat temu).
Szczątki Broomistega odkryto w formacji Beaufort (a dokładniej w tzw. „strefie lystrozaurów”), znajdującej się na terenie Republiki Południowej Afryki. Tereny te stanowiły w czasie występowania zwierzęcia centralne obszary superkontynentu Pangei.
Początkowo szczątki Broomistega przypisywano do rodzaju Lydekkerina, nadając jej nazwę Lydekkerina putterilli. Przypuszczano także, z powodu bardzo niewielkich rozmiarów zwierzęcia, że znajdowane okazy należą do młodocianych uranocentrodonów.
Obecnie uważa się broomistegę za zwierzę pedomorficzne, dużo mniejsze od swoich olbrzymich krewnych z rodziny Rhinesuchidae. Zmniejszenie rozmiarów tego płaza mogło być spowodowane życiem w płytkich stawach, jeziorach lub rzekach.